# Зелёная лампа (подкаст)
«Зелёная лампа» — подкаст о литературе для детей школьного возраста и их родителей. Миссия подкаста — увлечь детей чтением и приучить их к самостоятельной мысли. Работа над проектом ведется российско-украино-американской командой. Участники проекта при этом указывают на свой интернациональный состав как выражение гражданской позиции единства, а художественная литература заявляется как средство борьбы с человеческой  разобщенностью и враждой. К концу второго сезона «Зелёная лампа» заняла первые строчки в рейтингах популярности русскоязычных подкастов.

## Структура выпусков
Каждый выпуск подкаста — это прочитанный актером или актрисой рассказ. Все подобранные произведения каждого сезона объединяет общая тема. Вступительное и заключительное слово учителя помогает задуматься над услышанным и найти неожиданные связи между разными писателями. Монолог ведущего обращен к юным слушателям и их родителям, обучающий формат подкаста подразумевает совместное прослушивание эпизодов. Во втором сезоне были предприняты меры по продвижению подписки на подкаст через специализированные приложения. На следующий день после выхода основного эпизода создатели публиковали мини-эпизоды, содержащие дополнительную информацию о прозвучавшем накануне авторе или произведении. Эти мини-эпизоды («Десерты») не размещались на сайте подкаста, а были доступны только через подкаст-плееры.

## Производственный процесс
Техническое обеспечение работы подкаста ведется из Бостона, где также записывается голос англоязычного исполнителя. Монолог ведущего записывается в Санкт-Петербурге. Запись голосов актеров ведется в киевской студии, где также делается музыкальное оформление, редактура и сведение эпизодов. На один 25-минутный эпизод у создателей подкаста уходит 20-30 часов работы.

## Создатели

### Владимир Шацев
Ведущий подкаста. Известный в Санкт-Петербурге учитель, кандидат филологических наук, почетный работник общего образования. Закончил в 1975 году Педагогический институт им. Герцена, в 2010 году защитил диссертацию по прозе Чехова в ИРЛИ (РАН). После окончания института служил в армии, о чем написал «Признания кота в сапогах», — повесть, снискавшую благосклонные отзывы Александра Володина и Израиля Меттера. Работал в Ленинградском театре юных зрителей. С 1977 года работает в школе, с 1989 года — в ФТШ им. Ж.И.Алферова. С 2007 года преподает в РХГА, где является доцентом кафедры педагогики, читает лекции по введению в литературоведение и истории русской литературы. Ведет цикл лекций для взрослых «Книги те же — мы другие» в Музее Ахматовой. Участвовал в теле- и радиопередачах, посвященных преподаванию литературы и русского языка.

### Алексей Шманёв
Киевский композитор, звукорежиссер, автор музыкального сопровождения подкаста. Популярный украинский рок-исполнитель. С 2013 по 2019 год был вокалистом группы «KARNA». С 2004 года по настоящее время является соавтором песен и вокалистом группы Entree (Н.Три), многие песни которой записываются на двух языках — украинском и английском. Песня «Дым» прозвучала в историческом фильме-боевике «Король Данило».

### Даниил Фреинк
Автор идеи и координатор проекта. В прошлом корреспондент газеты «Коммерсантъ», сейчас проживает в Бостоне.

### Актёры озвучивания
Большинство текстов произведений, звучащих в подкасте, записываются киевскими театральными и киноактерами. Чаще других задействованы актеры: Валерия Гуляева (5 эпизодов), Павел Кружнов (4 эпизода), Игорь Барсегян (4 эпизода). В эпизодах, посвященных переводным произведениям англоязычных авторов, фрагменты оригинальных текстов читает бостонский филолог Дилан Лейн (Dylan Lane).

### Художественное оформление
Обложка подкаста выполнена львовской художницей Forest Diver, а графика эпизодов создается детьми-слушателями подкаста. В титрах они упоминаются под коллективным псевдонимом Адель Мурочкина.

## Список эпизодов
| № в сезоне | Название                      | Писатель          | Актёр озвучивания | Дата премьеры     |
| --- | ----------------------------- | ----------------- | ----------------- | ----------------- |
| 1 | «Мальчики»                    | Антон Чехов       | Валерия Гуляева   | 29 августа, 2018  |
| Дебютный эпизод подкаста посвящен Антону Чехову и его новелле «Мальчики». |                               |                   |                   |                   |
| 2 | «Денискины рассказы»          | Виктор Драгунский | Макс Стативко     | 5 сентября, 2018  |
| Слушатели познакомятся с рассказами «Что я люблю» и «Девочка на шаре». |                               |                   |                   |                   |
| 3 | «Сокровище земли»             | Надежда Тэффи     | Татьяна Лозина    | 12 сентября, 2018 |
| Рассказ Надежды Тэффи о вранье. Не о лжи, а именно о вранье. Заливистом. Захлёбывающемся. Беспричинном. Вдохновенном. С честным лицом. Именно о нем, вранье и о них, врунах и вруньях, врунишках и врушах недоуменно размышляет Надежда Тэффи. |                               |                   |                   |                   |
| 4 | «Костя»                       | Аркадий Аверченко | Игорь Барсегян    | 19 сентября, 2018 |
| Этот рассказ Аркадия Аверченко вроде бы почти о том же, что и «Сокровище земли» Надежды Тэффи. И всё-таки он другой. Так бывает у родственников. У двоюродных одинаковые ресницы и глаза, а носы разной формы. Рты похожие, но сам изгиб губ чуть-чуть отличается. Потому что в одном случае улыбка, в другом — усмешка.                           |                               |                   |                   |                   |
| 5 | «Царь и сокол»                | Лев Толстой       | Владимир Шацев    | 26 сентября, 2018 |
| Писатель Иван Тургенев говорил, что «Левушка Толстой — это слон». Можно развить это уподобление: иные авторы — лисы, олени, волки, пусть тигры. Но гигант один. Это он, автор «Войны и мира». Для первого знакомства с ним Владимир Натанович читает басни, или притчи, адресованные Толстым ученикам основанной им в имении «Ясная поляна» школы. |                               |                   |                   |                   |
| 6 | «Находка»                     | Михаил Зощенко    | Михаил Тишин      | 3 октября, 2018   |
| Этот рассказ входит в серию забавных историй о Миньке и его старшей сестре Лёле. Читается это всё легко. Возможно, поэтому не только дети, но и взрослые легко узнают себя в героях этих веселых историй. |                               |                   |                   |                   |
| 7 | «Обращение Джимми Валентайна» | О. Генри          | Игорь Барсегян    | 10 октября, 2018  |
| Первые строчки этой американской новеллы сразу знакомят нас с её главным героем, знаменитым взломщиком сейфов. Его любовь к дочери банкира и предстоящая женитьба на ней оказываются не благостным финалом, а элегантным прологом к событиям внезапным, опасным и потому, наверное, незабываемым.                                                  |                               |                   |                   |                   |
| 8 | «Дракон»                      | Рэй Брэдбери      | Виктория Гуляева  | 17 октября, 2018  |
| Эпизод посвящён американцу Рэю Брэдбери, автору научно-фантастических и просто фантастических новелл. Их много, просто тьма. Их, как на небе звезд, мерцающая бездна. В сборник «Лекарство от меланхолии» включен рассказ «Дракон», звучащий в этом выпуске.                                                                                       |                               |                   |                   |                   |
| 9 | «Пробуждение»                 | Исаак Бабель      | Павел Кружнов     | 24 октября, 2018  |
| Монолог от лица еврейского мальчика, книгочея и выдумщика, который жаждет стать писателем, но взрослые хотят ему другой значительно более экстравагантной судьбы. |                               |                   |                   |                   |
| 10 | «Месть фокусника»             | Стивен Ликок      | Люся Грин         | 31 октября, 2018  |
| Завершающий выпуск первого сезона посвящен Стивену Ликоку. Этот канадский ученый еще и автор остроумных миниатюр. В них много диалога. И неожиданный финал. Ликок напоминает прозу О.Генри и Марка Твена. Но его юмористическая проза заметрно веселее. Воздушнее. Острее.                                                                         |                               |                   |                   |                   |

| № в сезоне | Название                | Писатель                             | Актёр озвучивания | Дата премьеры |
| --- | ----------------------- | ------------------------------------ | ----------------- | ------------- |
| 1 | «Детвора»               | Антон Чехов                          | Валерия Гуляева   | 29 мая, 2019  |
| Новый сезон по традиции начинается рассказом Антона Чехова, он же Антоша Чехонте. На этот раз это «Детвора». |                         |                                      |                   |               |
| 2 | «Рассказы Азимова»      | Айзек Азимов                         | Игорь Барсегян    | 5 июня, 2019  |
| Второй эпизод нового сезона посвящен американскому писателю Айзеку Азимову и его рассказам «Как им было весело» и «Бессмертный бард». С формулировкой домашнего задания ведущему помогает бостонский филолог Дилан Лейн. |                         |                                      |                   |               |
| 3 | «Кот-ворюга и Макавити» | Константин Паустовский и Т. С. Элиот | Анастасия Фем     | 12 июня, 2019 |
| Этот выпуск для кошатников. В нем звучит рассказ Константина Паустовского «Кот-ворюга» и стихотворение Т.С.Эллиота «Макавити», фрагмент которого прочитан еще и в оригинале. Главные герои этих шедевров котолюбия — разбойники. Рыжие. Стремительные. Хвостато-усатые бестии. |                         |                                      |                   |               |
| 4 | «Стихотворения в прозе» | Иван Тургенев                        | Павел Кружнов     | 19 июня, 2019 |
| Иван Тургенев много думал о споре отцов и детей, о прошлом и настоящем, а также о том, что всегда было и будет, — о вечности. И в «Стихотворениях в прозе», этих коротких рассказах, поучительных историях-притчах, эти темы есть. В этом эпизоде представлены три таких истории: «Пир у верховного существа», «Нимфы», «Морское плавание». |                         |                                      |                   |               |
| 5 | «Басни Крылова»         | Иван Крылов                          | Владимир Шацев    | 26 июня, 2019 |
| Для записи эпизода «Зелёная лампа» временно перебралась из студии в Киеве в квартиру Владимира Натановича в Санкт-Петербурге. Там, на Таврической улице, четырехлетняя Аня и четырнадцатилетний Гоша читают басни «Кукушка и Петух» и «Свинья под дубом», а Владимир Натанович помогает понять, о чем в них идет речь, и предлагает ряд вопросов для осмысления ловких фраз и вечных истин, изречённых Иваном Крыловым.                                                     |                         |                                      |                   |               |
| 6 | «Чинк»                  | Эрнест Сетон-Томпсон                 | Валерия Гуляева   | 3 июля, 2019  |
| Эрнест-Сетон Томпсон через портреты животных и даже птиц, через насыщенные опасностями истории их жизни говорит юным людям, какими они должны быть. Смелыми, свободолюбивыми и честными. Смелыми, как виннипегский волк; свободолюбивыми, как мустанг-иноходец; и честными, как собака Чинк. |                         |                                      |                   |               |
| 7 | «Крохотки»              | Александр Солженицын                 | Игорь Барсегян    | 10 июля, 2019 |
| Эпизод знакомит с Александром Солженицыным. Его часто сравнивают со Львом Толстым и с Федором Достоевским — авторами огромных романов, которые читаются неделями. Но есть общее и с Иваном Тургеневым, сочинившим стихотворения в прозе. Они читаются за минуту-другую. Солженицын же такие свои миниатюры назвал так: «крохотками». В этом эпизоде предложено выслушать и осмыслить четыре крохотки: «Способ двигаться», «Костёр и муравьи», «Шарик» и «Отражение в воде». |                         |                                      |                   |               |
| 8 | «Сказки Щедрина»        | М. Е. Салтыков-Щедрин                | Анастасия Фем     | 17 июля, 2019 |
| Салтыков-Щедрин — сатирик, он изображает с мрачным весельем то, чего вроде бы не может быть на самом деле. В реальности не может быть. Нечто фантастическое. Небывалое. И вместе с тем правдивое. Читаем и обсуждаем «Притчу о некотором неосторожном генерале» и сказки «Кисель» и «Богатырь». |                         |                                      |                   |               |
| 9 | «Неразменный рубль»     | Николай Лесков                       | Павел Кружнов     | 24 июля, 2019 |
| Одна из главных причин для чтения этого писателя — его русская речь. Она свежа, как огурец с грядки. И забавна даже спустя даже спустя сто сорок лет, как, например, самая известная вещь Лескова — повесть «Левша». Но есть у Лескова рассказы и повести, что не на слуху. Их реже вспоминают и цитируют. В этом выпуске ведущий предлагает обсудить «Неразменный рубль». Рассказ об исполнении желаний и лукавой силе больших денег.                                      |                         |                                      |                   |               |
| 10 | «Зелёная лампа»         | Александр Грин                       | Валерия Гуляева   | 31 июля, 2019 |
| В заключительном выпуске сезона звучит новелла с особенным названием: «Зелёная лампа». Ведущий обратил внимание на то, что в «Зелёной лампе» Александра Грина есть сходство с английской литературой. Неожиданное сопоставление это подтверждается шекспировскими стихами. |                         |                                      |                   |               |

## Отзывы и пресса
Несмотря на малый бюджет (первые два сезона финансировались полностью за счет собственных средств его создателей), по итогам второго сезона подкаст вышел на первое место среди русскоязычных подкастов в iTunes. По словам его создателей, выпуски подкаста слушают в более, чем ста странах мира. Эпизоды подкаста транслируются во всех городах России на волнах радиостанции «Маяк». Работе проекта были посвящены сюжеты на радиостанции «Эхо Москвы в Санкт-Петербурге» и телеканале «Настоящее время» (проект Радио «Свобода»), а также в ряде других региональных и специализированных изданий.